# Selección de fútbol sala de Australia
La Selección de fútbol sala de Australia es el equipo que representa a Australia en las competiciones internacionales de fútbol sala masculino. El equipo está controlado por la Federación de Fútbol Australia (FFA), el cual es actualmente un miembro de la AFC y la Federación de Fútbol de la ASEAN (AFF) luego que dejó la Confederación de Fútbol de la Oceanía (OFC) en 2006. El apodo oficial del equipo es Futsalroos.
Australia ha ganado cinco veces el Campeonato de Futsal de la OFC y ha representado a Australia en la Copa Mundial de fútbol sala de la FIFA en seis ocasiones.

## Estadísticas

### Copa Mundial de Futsal FIFA
| Copa Mundial de fútbol sala de la FIFA | Copa Mundial de fútbol sala de la FIFA | Copa Mundial de fútbol sala de la FIFA | Copa Mundial de fútbol sala de la FIFA | Copa Mundial de fútbol sala de la FIFA | Copa Mundial de fútbol sala de la FIFA | Copa Mundial de fútbol sala de la FIFA | Copa Mundial de fútbol sala de la FIFA |
| Año                                    | Ronda                                  | J                                      | G                                      | E                                      | P                                      | GF                                     | GC                                     |
| -------------------------------------- | -------------------------------------- | -------------------------------------- | -------------------------------------- | -------------------------------------- | -------------------------------------- | -------------------------------------- | -------------------------------------- |
| 1989                                   | Primera ronda                          | 3                                      | 1                                      | 1                                      | 1                                      | 6                                      | 8                                      |
| 1992                                   | Primera ronda                          | 3                                      | 1                                      | 0                                      | 2                                      | 9                                      | 11                                     |
| 1996                                   | Primera ronda                          | 3                                      | 0                                      | 0                                      | 3                                      | 4                                      | 26                                     |
| 2000                                   | Primera ronda                          | 3                                      | 0                                      | 0                                      | 3                                      | 3                                      | 22                                     |
| 2004                                   | Primera ronda                          | 3                                      | 0                                      | 0                                      | 3                                      | 2                                      | 18                                     |
| 2008                                   | No clasificó                           | No clasificó                           | No clasificó                           | No clasificó                           | No clasificó                           | No clasificó                           | No clasificó                           |
| 2012                                   | Fase de grupos                         | 3                                      | 1                                      | 0                                      | 2                                      | 5                                      | 17                                     |
| 2016                                   | Fase de grupos                         | 3                                      | 1                                      | 0                                      | 2                                      | 5                                      | 16                                     |
| 2021                                   | No clasificó                           | No clasificó                           | No clasificó                           | No clasificó                           | No clasificó                           | No clasificó                           | No clasificó                           |
| 2024                                   | No clasificó                           | No clasificó                           | No clasificó                           | No clasificó                           | No clasificó                           | No clasificó                           | No clasificó                           |
| Total                                  | 7/10                                   | 21                                     | 4                                      | 1                                      | 16                                     | 34                                     | 118                                    |

### Campeonato Asiático de Futsal
| Campeonato Asiático de Futsal | Campeonato Asiático de Futsal | Campeonato Asiático de Futsal | Campeonato Asiático de Futsal | Campeonato Asiático de Futsal | Campeonato Asiático de Futsal | Campeonato Asiático de Futsal | Campeonato Asiático de Futsal |
| Año                           | Ronda                         | J                             | G                             | E                             | P                             | GF                            | GC                            |
| ----------------------------- | ----------------------------- | ----------------------------- | ----------------------------- | ----------------------------- | ----------------------------- | ----------------------------- | ----------------------------- |
| 2006                          | Fase de grupos                | 3                             | 2                             | 0                             | 1                             | 14                            | 13                            |
| 2007                          | Cuartos de final              | 4                             | 1                             | 1                             | 2                             | 6                             | 13                            |
| 2008                          | Cuartos de final              | 4                             | 2                             | 0                             | 2                             | 13                            | 10                            |
| 2010                          | Cuartos de final              | 4                             | 2                             | 0                             | 2                             | 15                            | 20                            |
| 2012                          | Cuarto lugar                  | 6                             | 3                             | 0                             | 3                             | 12                            | 19                            |
| 2014                          | Cuartos de final              | 4                             | 2                             | 0                             | 2                             | 10                            | 14                            |
| 2016                          | Cuartos de final              | 6                             | 4                             | 0                             | 2                             | 17                            | 16                            |
| 2018                          | Se retiró                     | Se retiró                     | Se retiró                     | Se retiró                     | Se retiró                     | Se retiró                     | Se retiró                     |
| 2022                          | No clasificó                  | No clasificó                  | No clasificó                  | No clasificó                  | No clasificó                  | No clasificó                  | No clasificó                  |
| 2024                          | Fase de grupos                | 3                             | 0                             | 0                             | 3                             | 6                             | 13                            |
| Total                         | 8/10                          | 34                            | 16                            | 1                             | 17                            | 93                            | 128                           |

### Campeonato de Futsal de la OFC
| Campeonato de Futsal de la OFC | Campeonato de Futsal de la OFC | Campeonato de Futsal de la OFC | Campeonato de Futsal de la OFC | Campeonato de Futsal de la OFC | Campeonato de Futsal de la OFC | Campeonato de Futsal de la OFC | Campeonato de Futsal de la OFC |
| Año                            | Ronda                          | J                              | G                              | E                              | P                              | GF                             | GC                             |
| ------------------------------ | ------------------------------ | ------------------------------ | ------------------------------ | ------------------------------ | ------------------------------ | ------------------------------ | ------------------------------ |
| 1992                           | Campeón                        | 4                              | 4                              | 0                              | 0                              | 28                             | 6                              |
| 1996                           | Campeón                        | 6                              | 6                              | 0                              | 0                              | 69                             | 8                              |
| 1999                           | Campeón                        | 6                              | 6                              | 0                              | 0                              | 41                             | 4                              |
| 2004                           | Campeón                        | 5                              | 5                              | 0                              | 0                              | 20                             | 0                              |
| 2013                           | Campeón                        | 5                              | 5                              | 0                              | 0                              | 24                             | 2                              |
| Total                          | 5/5                            | 26                             | 26                             | 0                              | 0                              | 182                            | 20                             |

## Títulos
- Campeonato de futsal de la AFF

Subcampeones (2): 2007, 2013
- OFC Campeonato de futsal

Campeones (5): 1992, 1996, 1999, 2004, 2013